# Mohamed Ahssain
Mohamed «Micro» Ahssain (Marruecos, 1975– Oslo, 2007) fue un trabajador juvenil y propietario de discotecas noruego-marroquí.
Ahssain llegó a Noruega desde Marruecos en 1980, cuando tenía cuatro años. Fue un bailarín activo hasta que sufrió una lesión en la espalda. En su juventud, comenzó a involucrarse con jóvenes en situación vulnerable en Oslo y sus alrededores. De 1999 a 2004, ocupó el cargo de secretario juvenil en la organización sindical LO para Oslo y Akershus. Durante este tiempo, también dirigió una escuela de baile por las noches llamada Dancing Youth.
En 2001, recibió el premio "Ildsjelprisen" por su compromiso con los jóvenes más desfavorecidos de Oslo. El premio fue entregado por la entonces ministra municipal Erna Solberg (H).
En 2002, fue participante en el programa de realidad Muldvarpen en TVNorge.
El 3 de marzo de 2007, fue encontrado muerto en el maletero de un automóvil conducido por una persona condenada anteriormente por homicidio.En 2008, esta persona fue sentenciada a 20 años de prisión preventiva por el asesinato, mientras que dos cómplices fueron condenados a 18 y 15 años de prisión respectivamente.
Ahssain fue enterrado en su país natal, Marruecos.